# Frederick Cleveland Smith
Frederick Cleveland Smith (* 29. Juli 1884 in Shanesville, Tuscarawas County, Ohio; † 16. Juli 1956 in Marion, Ohio) war ein US-amerikanischer Politiker und Arzt. Zwischen 1939 und 1951 vertrat er den Bundesstaat Ohio im US-Repräsentantenhaus.

## Leben
Frederick Smith besuchte die öffentlichen Schulen seiner Heimat. Danach studierte er in Kirksville Osteopathie. Für einige Jahre war er in diesem medizinischen Teilbereich tätig. Anschließend studierte er in Frankfurt am Main und in Wien Medizin. Seit 1917 praktizierte er in Marion als Arzt. Außerdem gründete er dort die Frederick C. Smith Clinic. Gleichzeitig schlug er als Mitglied der Republikanischen Partei eine politische Laufbahn ein. Zwischen 1936 und 1939 war er Bürgermeister von Marion.
Bei den Kongresswahlen des Jahres 1938 wurde Smith im achten Wahlbezirk von Ohio in das US-Repräsentantenhaus in Washington, D.C. gewählt, wo er am 3. Januar 1939 die Nachfolge des Demokraten Thomas B. Fletcher antrat.  Nach fünf Wiederwahlen konnte er bis zum 3. Januar 1951 sechs Legislaturperioden im Kongress absolvieren. Bis 1941 wurden dort die letzten New-Deal-Gesetze der Bundesregierung unter Präsident Franklin D. Roosevelt verabschiedet. Seit 1941 war auch die Arbeit des Kongresses von den Ereignissen des Zweiten Weltkrieges und dessen Folgen geprägt. In seinen letzten Jahren als Kongressabgeordneter erlebte Frederick Smith auch noch den Beginn des Kalten Krieges. Im Jahr 1950 verzichtete er auf eine weitere Kandidatur.
Nach dem Ende seiner Zeit im US-Repräsentantenhaus praktizierte Smith wieder als Arzt. Er starb am 16. Juli 1956 in Marion, wo er auch beigesetzt wurde.